# A Painting or a Spill
A Painting or a Spill è il primo album in studio dei Marble Sounds, pubblicato nel 2007.

## Tracce
1. Redesign
2. Something That We'd Never Do
3. Good Occasions
4. If You Stay Then I Can't Go

## Formazione
- Pieter Van Dessel - voce